# Открытый чемпионат Италии по теннису 2005
Открытый чемпионат Италии по теннису 2005 — 62-й розыгрыш ежегодного профессионального теннисного турнира среди мужчин и женщин, проводящегося в итальянском городе Рим и являющегося частью тура ATP в рамках серии Masters и тура WTA в рамках серии турниров 1-й категории.
В 2005 году турнир прошёл с 2 по 15 мая: в первую неделю были сыграны мужские соревнования, а во вторую — женские. Соревнование продолжало околоевропейскую серию грунтовых турниров, подготовительную к майскому Открытому чемпионату Франции.
Прошлогодние победители:
- в мужском одиночном разряде —  Карлос Мойя
- в женском одиночном разряде —  Амели Моресмо
- в мужском парном разряде —  Махеш Бхупати /  Максим Мирный
- в женском парном разряде —  Надежда Петрова /  Меган Шонесси

## Соревнования

### Мужчины. Одиночный турнир
Рафаэль Надаль обыграл  Гильермо Корию со счётом 6-4, 3-6, 6-3, 4-6, 7-6(6).
- Надаль выигрывает 5-й одиночный титул в сезоне и 6-й за карьеру в основном туре ассоциации.
- Кориа сыграл 2-й одиночный финал в сезоне и 18-й за карьеру в основном туре ассоциации.

### Женщины. Одиночный турнир
Амели Моресмо обыграла  Патти Шнидер со счётом 2-6, 6-3, 6-4.
- Моресмо выигрывает 2-й одиночный титул в сезоне и 19-й за карьеру в туре ассоциации.
- Шнидер сыграла 2-й одиночный финал в сезоне и 15-й за карьеру в туре ассоциации.

### Мужчины. Парный турнир
Микаэль Льодра /  Фабрис Санторо обыграли  Боба Брайана /  Майка Брайана со счётом 6-4, 6-2.
- Льодра выигрывает 1-й парный титул в сезоне и 6-й за карьеру в основном туре ассоциации.
- Санторо выигрывает 1-й парный титул в сезоне и 15-й за карьеру в основном туре ассоциации.

### Женщины. Парный турнир
Кара Блэк /  Лизель Хубер обыграли  Марию Кириленко /  Анабель Медину Гарригес со счётом 6-0, 4-6, 6-1.
- Блэк выигрывает 2-й парный титул в сезоне и 21-й за карьеру в туре ассоциации.
- Хубер выигрывает 1-й парный титул в сезоне и 11-й за карьеру в туре ассоциации.